# Verordnung (EU) 2018/1488 (EuroHPC-Verordnung)
Die Verordnung (EU) 2018/1488 (auch: EuroHPC Verordnung oder EuroHPC VO) über Gründung des Gemeinsamen Unternehmens für europäisches Hochleistungsrechnen (engl.: European High Performance Computing, Abk.: EuroHPC) soll im Rahmen des Digitalen Binnenmarkts der Europäischen Union (EU) dazu führen, dass die Europäische Union auch in diesem Bereich mit der Weltspitze mithalten kann, eine führende Position der europäischen Forschung aufrechtzuerhalten und dass eigene Kapazitäten in Europa geschaffen und aufrechterhalten werden. Hochleistungsrechnen soll auch mit Blick auf den digitalen Binnenmarkt auch ein großes Potenzial zur Schaffung von Arbeitsplätzen bieten.

## Geschichte
Im März 2017 wurde von der Europäischen Kommission die EuroHPC-Erklärung  veröffentlicht, um eine integrierte Infrastruktur für das Spitzenhochleistungsrechnen anzuschaffen, zu errichten und einzusetzen, die zu den drei leistungsstärksten Anlagen der Welt zählen wird. Die daraus entstandene Vereinbarung haben 22 europäische Länder unterzeichnet.
Im Januar 2018 wurde von der Europäischen Kommission vorgeschlagen, gemeinsam mit den Unionsmitgliedstaaten 1 Mrd. EUR in europäische Supercomputer von Weltrang zu investieren und ein gemeinsames Unternehmen (EuroHPC – European High Performance Computing) zu schaffen.
Am 8. Oktober 2018 wurde die für die Umsetzung notwendige Verordnung (EU) 2018/1488 im Amtsblatt der Europäischen Union veröffentlicht.

## Rechtsgrundlage
Mit der Verordnung (EU) 2018/1488 vom 28. September 2018 wurde insbesondere auf Artikel 187 und Artikel 188 Absatz 1 des Vertrags über die Arbeitsweise der Europäischen Union (AEUV) gestützt, um in der Europäischen Union Ressourcen aus 25 europäischen Ländern zum Aufbau einer europäischen Hochleistungsrecheninfrastruktur von Weltrang zu bündeln.
Das Gemeinsames Unternehmen wurde im Sinne des Artikels 187 des Vertrags über die Arbeitsweise der Europäischen Union (AEUV) gegründet.

## Aufbau der Verordnung (EU) 2018/1488
- Präambel und Erwägungsgründe (1 bis 50)
- Artikel 1 (Gründung)
- Artikel 2 (Begriffsbestimmung)
- Artikel 3 (Auftrag, Ziele und Tätigkeiten)
- Artikel 4 und 5 (Finanzielle Beiträge der Europäischen Union)
- Artikel 6 (Beiträge von anderen Mitgliedern als der Union)
- Artikel 7 (Gewährung von Zugriffszeit für nationale Supercomputer)
- Artikel 8 und 9 (Aufnahmeeinrichtung und Aufnahmevereinbarung)
- Artikel 10 (Anschaffung der Vor-Exa-Supercomputer und Eigentum daran)
- Artikel 11 (Anschaffung der Peta-Supercomputer und Eigentum daran)
- Artikel 12 (Nutzung von Supercomputern)
- Artikel 13 und 14 (Zuweisung von Zugriffszeiten für die Supercomputer)
- Artikel 15 (Finanzregelung)
- Artikel 16 (Personal)
- Artikel 17 (Abgeordnete nationale Sachverständige und Praktikanten)
- Artikel 18 (Vorrechte und Befreiungen)
- Artikel 19 (Haftung des Gemeinsamen Unternehmens)
- Artikel 20 (Evaluierung)
- Artikel 21 (Zuständigkeit des Gerichtshofs der Europäischen Union und anwendbares Recht)
- Artikel 22 (Nachträgliche Prüfungen)
- Artikel 23 (Schutz der finanziellen Interessen der Union)
- Artikel 24 und 25 (Vertraulichkeit, Transparenz)
- Artikel 26 (Beteiligungs- und Verbreitungsregeln für indirekte Maßnahmen, die mit Mitteln des Horizont 2020 finanziert werden)
- Artikel 27 (Regeln für die mit Mitteln der CEF finanzierten Tätigkeiten)
- Artikel 28 (Unterstützung seitens des Sitzmitgliedstaats)
- Artikel 29 (Erste Maßnahmen)
- Artikel 30 (Inkrafttreten)
- Anhang (Satzung des gemeinsamen Unternehmens für Europäisches Hochleistungsrechnen), Artikel 1 bis 23